# HD 161833
HD 161833，又名BD+17 3334，SAO 103106、HR 6627，是一颗恒星，视星等为5.72，位于銀經42.25，銀緯21.93，其B1900.0坐标为赤經17h 42m 43.1s，赤緯+17° 21.93′ 2″。